# Альпийский сурок
Альпи́йский суро́к (лат. Marmota marmota) — грызун семейства беличьих. Распространён в высокогорных районах Центральной и Южной Европы, прежде всего в Альпах. В Европе это третий по величине грызун после бобра и дикобраза Hystrix cristata. Как правило, альпийские сурки достигают половой зрелости к третьему году жизни и только затем покидают свою семью. Этим обусловлен социальный образ жизни сурков в колониях, насчитывающих до 20 особей.
Альпийский сурок — типичный представитель фауны ледникового периода, который в эпоху плейстоцена обитал на европейской низменности. Сегодня он является реликтом того времени, и его ареал ограничен высокогорными районами, так как только здесь остались подходящие для него условия обитания. Зимняя спячка продолжительностью от 6 до 7 месяцев позволяет сурку обходиться без пищи в течение длительного времени и существовать исключительно за счёт собственных запасов жира.

## Распространение
Природный ареал включает в себя Альпы, Карпаты и Высокие Татры, причём во всех этих горных системах сурок встречается лишь на части территории. На восточных склонах Альп, в Центральном массиве, горах Юра, Вогезах и Пиренеях альпийский сурок был интродуцирован относительно недавно. Маленькая колония сурков имеется также в горах Шварцвальд на юго-западе Германии.
Альпийских сурков можно встретить на каменистых склонах на высоте от 600 до 3200 м над уровнем моря. При благоприятных условиях на 1 кв. км. обитают от 40 до 80 особей.

## Внешний вид

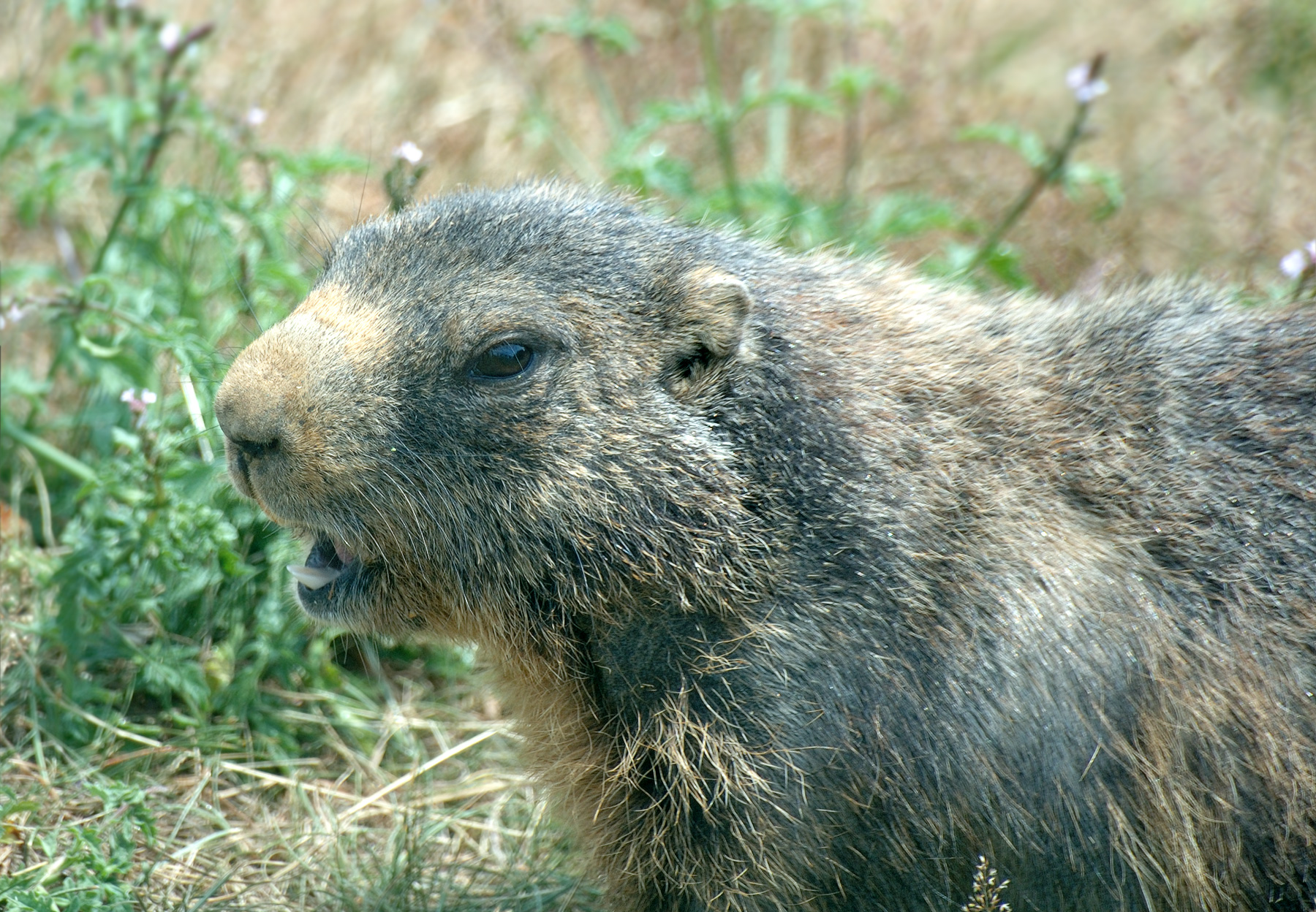
Детальное изображение головы

Самцы и самки внешне друг от друга почти не отличаются, и определение пола в полевых условиях представляется достаточно сложной задачей. В среднем самцы несколько крупнее и тяжелее. Длина тела варьирует от 40 до 50 см, длина хвоста от 10 до 20 см. Вес меняется в течение года, однако здоровые, взрослые самцы весят не менее 3-х кг. Вес самок несколько меньше.
Голова черновато-серая, с более светлой мордой. Уши маленькие, покрыты волосами. Мех состоит из плотной, крепкой щетины и подшёрстка из более коротких, немного волнистых волос. Окрас меха может быть достаточно разнообразным. Спина бывает серого, светло-коричневого или рыжего цвета, нижняя часть чаще всего желтоватая. Редко встречаются особи с черноватым мехом. Линька происходит раз в год, обычно в июне.
Передние лапы немного короче задних и имеют четыре пальца, тогда как на задних их пять. Альпийские сурки стопоходящие, их безволосые подошвы лап имеют хорошо сформированные подушечки.

## Питание

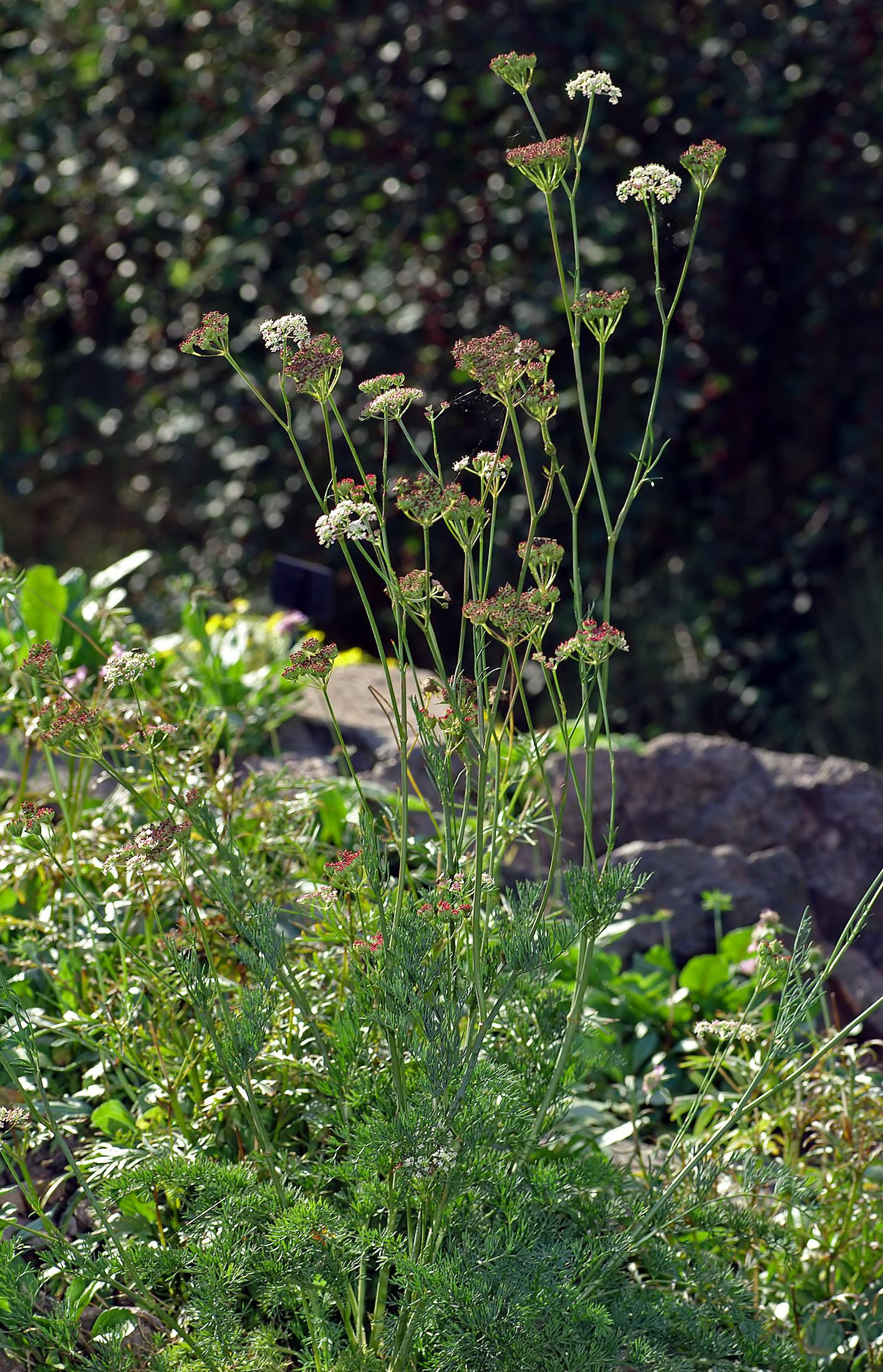
Лигустикум мутеллиновый (Ligusticum mutellina) — растение, которым предпочитают питаться альпийские сурки

Ранней весной основу рациона сурка составляют корни, а позднее — листья и соцветия различных трав. Летом недостатка корма животные не испытывают: они употребляют в пищу лишь небольшую часть того, что находится вокруг и получают пользу даже от того, что пасущийся на лугах крупный рогатый скот способствует росту свежей поросли. Дневная активность сурков ограничивается тем, что они страдают от быстрого перегрева и поэтому в жаркое время суток бо́льшую часть времени проводят в прохладных норах. Кроме того, животные тратят меньше времени на питание в случае беспокойства со стороны естественных врагов либо людей.
В питании отдаёт предпочтение бедным целлюлозой молодым побегам и соцветиям. Непосредственно после зимней спячки употребляет в пищу любую находящуюся поблизости поросль, вне зависимости от вида. Однако с приростом кормовой базы начинает специализироваться на определённых видах растений, в том числе клевере альпийском, многим видам астрагала, подмареннике, лигустикуме мутеллиновом, подорожнике альпийском и подорожнике чернеющем. Исследования показали, что сурки предпочитают прежде всего растения, богатые полиненасыщенными жирными кислотами, которые не могут быть синтезированы самостоятельно организмом млекопитающего. При этом более высокая концентрация существенных жирных кислот в белой жировой ткани спящих животных даёт им возможность достигать во время зимней спячки более низких температур тела.

## Образ жизни
Альпийские сурки активны в светлое время суток. Как правило, живут семьями, костяк которой составляет взрослая пара, а остальные члены являются её разновозрастными потомками. Количество членов в одной семье может достигать 20-и особей. В группе всегда отчётливо проявляется социальная иерархия, при этом каждый член пары доминирует над другими сурками только своего пола — альфа-самец над потомками мужского пола, а альфа-самка над потомками женского. Такое же поведение проявляется и по отношению к попавшим на территорию семьи чужакам: взрослого самца прогоняет самый высокий по рангу самец, а самку соответственно самая высокая по рангу самка. Молодых животных-чужаков терпят лишь тогда, когда в самой семейной группе есть потомство того же возраста. Животные проводят много времени внутри семейной группы, ухаживая за мехом других и устраивая совместные игры.
Почуяв опасность, сурки встают на задние лапы, чтобы лучше обозревать окрестности, и заметив нарушителя их покоя или хищника, издают громкий свист «фийть-фийть», слышный на большом расстоянии. Тогда все сурки, живущие по соседству, немедленно настораживаются и исчезают в норах. Через некоторое время они снова появляются на поверхности у входа в нору и смотрят, миновала ли опасность.
Величина охраняемой территории составляет примерно 2,5 га. Границы участка в определённый момент метят доминирующая пара. Они выделяют интенсивно пахнущий секрет из щёчных желёз, которым регулярно помечают скалы и деревья в пределах своей территории. Кроме того, самцы регулярно обследуют границы своего участка, при этом взмахивают и ударяют хвостом о землю.

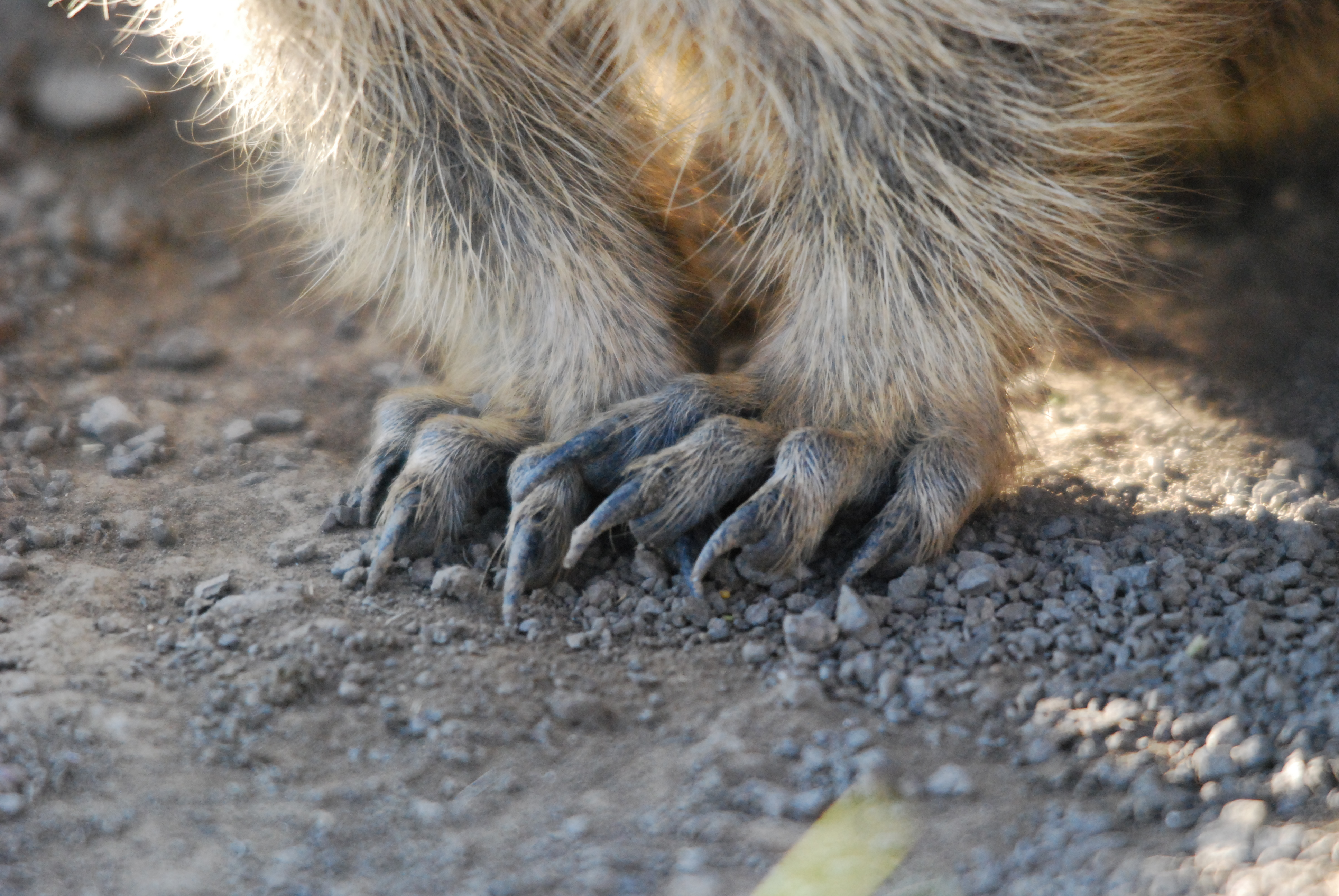
Передние лапы сурка

Крупные норы, созданные сурками в течение нескольких поколений, имеют, как правило, широко разветвлённую систему камер и туннелей. Обычно такие норы состоят из 3-х различных типов камер. Наряду с короткими туннелями с одним или двумя входами, существуют также летние норы, чьи гнездовые камеры часто расположены под землёй на глубине до 1,5 м. Короткие туннели служат для бегства животных при приближении хищника. Летние норы используются прежде всего для защиты от дневной жары. Наиболее важной составной системы лабиринтов является зимовочная нора, гнездовые камеры которой расположены гораздо глубже гнездовых камер летних нор, до 7 м под поверхностью земли. Все норы и гнездовые камеры имеют так называемые камеры-уборные, которые используются круглый год для выделения экскрементов.
В строительстве и содержании своей норы принимает участие всё семейство. Сначала сурки разрыхляют землю передними лапами или зубами, затем сильными движениями задних ног выбрасывают её наружу. Вытащенный на поверхность грунт, чей объём может достигать нескольких кубометров, скапливается горками вокруг норы.

## Спячка
Спячка, при которой сурки теряют до трети массы своего тела, продолжается с октября по март. Ей предшествует период, когда сурки начинают собирать сухую траву и приносить её в гнездовую камеру. Сено служит в качестве подстилки и для изоляции гнездовой камеры. Вход в нору животные заделывают перемешанной с травой и камнями землёй, при этом это перекрытие может достигать семи метров в длину. Закончив приготовления, животные начинают укладываться. В центре гнездовой камеры ложатся наиболее восприимчивые к холоду молодые сурки, которых взрослые будут согревать своими телами. Частота пульса сокращается до пяти ударов в минуту, метаболизм сводится к минимуму, температура тела снижается с 37 °C до 2—3& °C, соответствуя температуре воздуха в норе. Животные просыпаются каждые две недели примерно на 24 часа. Согрев своё тело до 37-ми градусов, они приводят себя в порядок, очищают пол от помёта и снова ложатся, тесно прижавшись друг к другу. Все сурки просыпаются одновременно, только такая синхронность позволяет свести к минимуму расход ценной энергии. Животные просыпаются и «не по расписанию», если температура воздуха в норе становится слишком низкой. Особенно часто просыпаются в холодной норе молодые сурки. Взрослые тогда начинают шевелиться, чтобы теплом своего тела повысить температуру воздуха.

## Размножение

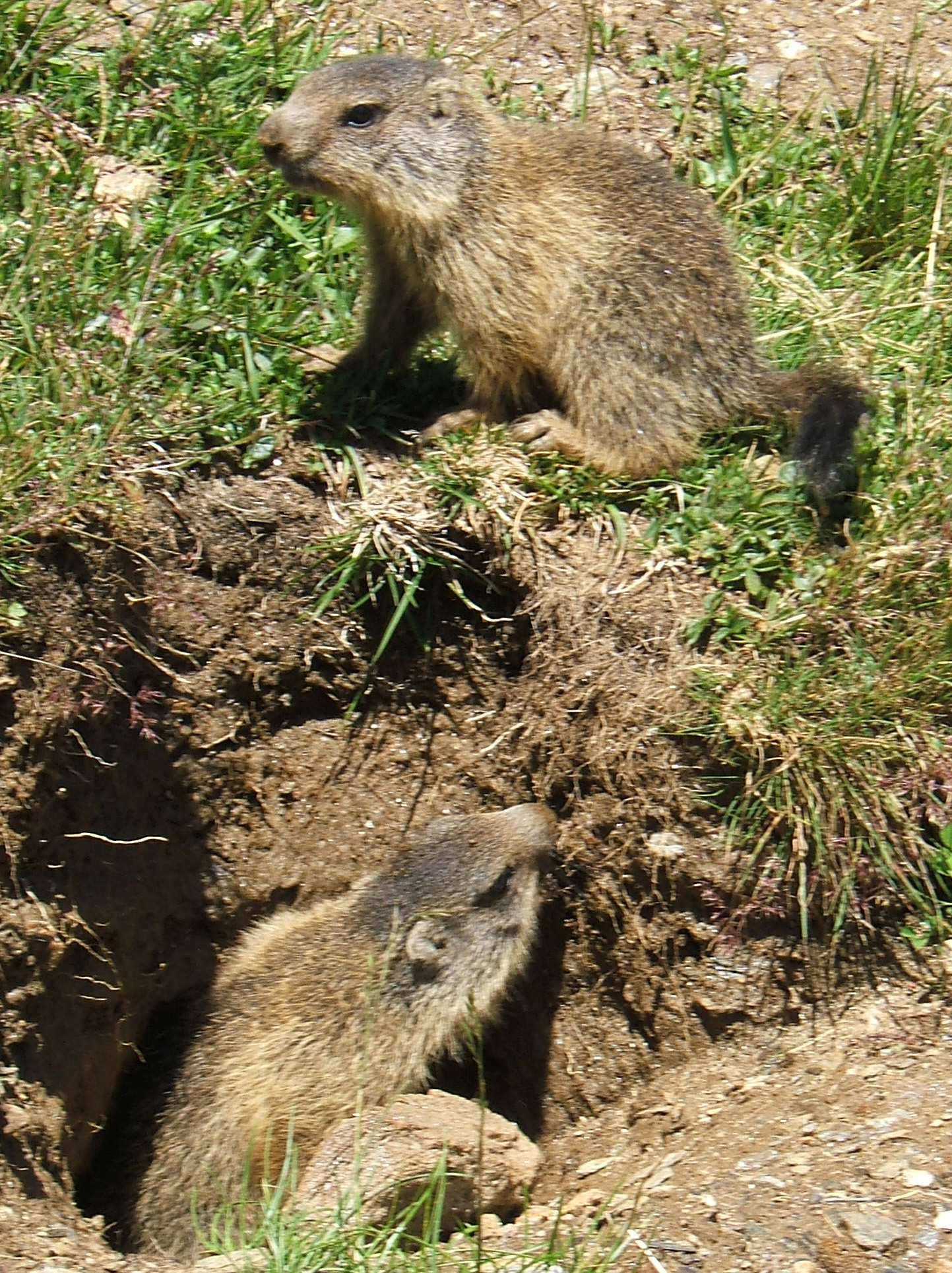
Молодые сурки

Спаривание происходит после окончания спячки в апреле — мае и продолжается в течение примерно 2-х недель. Только альфа-самка семейной группы может продолжить род. Субдоминантные самки также беременеют, однако их борьба с доминирующей самкой, которая происходит прежде всего в течение первых 3 недель беременности, увеличивает концентрацию глюкокортикоидов в их крови до такой степени, что приводит к прерыванию беременности. Раннее спаривание увеличивает шансы будущих детёнышей накопить достаточный для зимней спячки запас жира. И всё же их жировые запасы сравнительно меньше чем у взрослых сурков.
Альфа-самка спаривается не только с альфа-самцом, но и с субдоминантными самцами. Исследования показывают, что доминантный самец не является отцом у 25 % детёнышей. Субдоминантные самцы часто являются потомством доминирующего самца. Во многих случаях они являются также потомством альфа-самки, таким образом степень близкого родства в пределах семейной группы может быть очень высокой.
Самки сурка размножаются не каждый год, а делают паузу между двумя беременностями, продолжительностью иногда до 4 лет. Станут ли они после зимней спячки беременными, зависит по сути от веса тела. Самки альпийского сурка расходуют вплоть до лактационного периода жировые запасы, которые они накопили в предыдущем году. Поэтому они могут размножаться только тогда, когда их вес тела превосходит минимальный вес.
Примерно через 5 недель беременности на свет появляются от 2-х до 6-и голых, слепых, глухих и беззубых детёнышей. В среднем помёт состоит из 4 детёнышей, каждый из которых при рождении весит около 30 г. Однако если самка питается недостаточно, то тогда она выносит, как правило, только одного детёныша. Детёныши открывают глаза примерно в возрасте 24-х дней и на протяжении 6 недель кормятся молоком матери. В возрасте около 40 дней они впервые покидают нору, их вес в это время составляет примерно 240 граммов. К этому моменту они уже могут питаться зелёными кормами и лишь иногда кормятся молоком матери.
Детёныши становятся половозрелыми не раньше, чем после второй спячки, но, как правило, приступают к размножению только после третьей спячки. Короткие летние месяцы предоставляют очень короткую фазу роста, что замедляет половое созревание: в регионах, где условия обитания ещё суровее, детёныши способны размножаться только после четвёртой зимней спячки. В любом случае они остаются до достижения половой зрелости в семейной группе, в которой они появились на свет.

## Продолжительность жизни
Альпийские сурки живут на свободе до 12 лет. Детёныши часто погибают во время своей первой спячки. Очень высока смертность у животных, которые покидают свою семейную группу, чтобы обосновать собственный участок. Такие животные в поисках подходящей территории очень часто погибают от хищников. Отдельные исследования указывают на то, что менее 50 % животных переносят зиму, если им не удалось до того времени сформировать пару. По сравнению с этим, из животных в возрасте от двух до восьми лет, которые остаются в семейной группе, каждый год от хищников или в течение зимы гибнет только около 5 % особей.

## Враги
Самый опасный враг для взрослых сурков — беркут. Беркуты в период выведения потомства бьют примерно 70 сурков. При этом сурки составляют до 80 % всей добычи этой птицы. Однако популяции сурков это не угрожает. Участок беркута охватывает территорию от 20 до 90 кв. км, в то время как сурки в подходящем жизненном пространстве могут достигать плотности поголовья до 40—80 животных на 1 км².
Лесная куница и ворон также охотятся на альпийского сурка, однако только на детёнышей. Со взрослыми сурками они не могут справиться. Напасть на взрослого альпийского сурка удаётся также рыжей лисице, но только тогда, когда она бросается на него из засады. Поэтому рыжая лисица предпочитает охотиться на молодых сурков.

## Альпийский сурок и человек

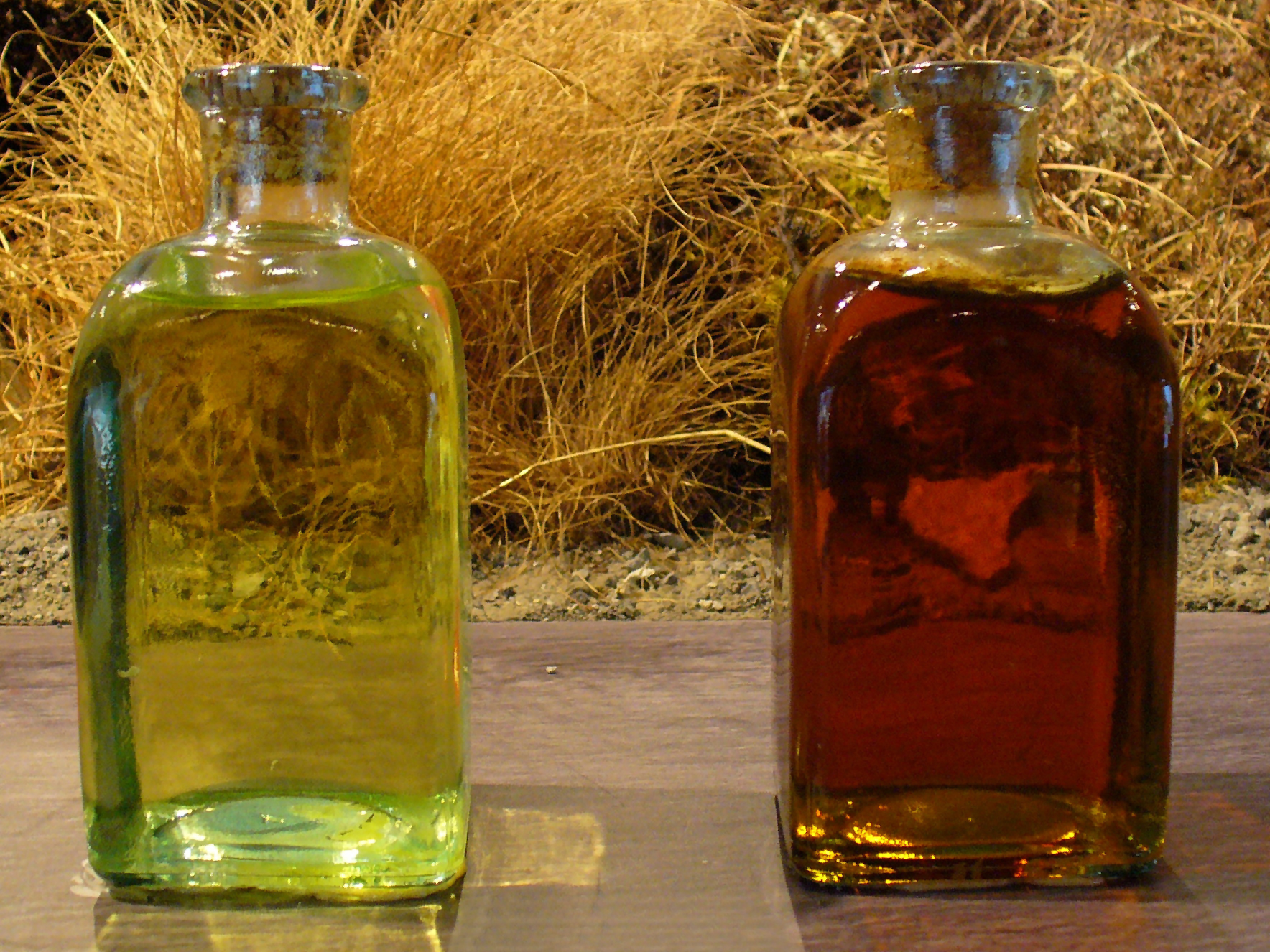
Жир альпийского сурка

Альпийский сурок не относится к числу охраняемых видов. Наиболее крупная популяция в Австрийских Альпах насчитывает около 30 тыс. особей, на других участках ареала — в Итальянских, Швейцарских и Французских Альпах их численность несколько меньше. Максимальная плотность зарегистрирована в Швейцарии — от 40 до 80 взрослых сурков на 1 км² и в Баварии — 130—150 особей соответственно.
Альпийский сурок считается охотничьей дичью. В Германии охота на сурка запрещена, в Австрии и Швейцарии каждый год убивают от 12 до 16 тыс. животных. В некоторых регионах сурков по-прежнему употребляют в пищу, как например в Граубюндене и Форарльберге. Кроме того, на них охотятся из-за их сильных резцов, которые считаются охотничьим трофеем. Некоторые крестьяне пытаются очистить от сурков альпийские луга и пастбища, так как их активность по перекапыванию грунта значительно затрудняет сельскохозяйственные работы. Наконец, сурочий жир используется в народной медицине, хотя исследования, проведённые несколько лет назад известной фармацевтической фирмой Bayer, не подтвердили особых целительных свойств этого продукта.

## Подвиды
Альпийский сурок имеет два подвида - номинативный подвид Marmota marmota marmota  и широкомо́рдый альпи́йский суро́к (лат. Marmota marmota latirostris Kratochvil, 1961). Широкомордый альпийский сурок распространён в горных массивах Западных Карпат и Татр (Польша, Чехия и Словакия) и со времён ледникового периода обитает изолированно от своих сородичей в Альпах. Общая численность составляет 700—1 000 зверьков. За 30 лет она выросла в 1,5-2 раза.

## Галерея

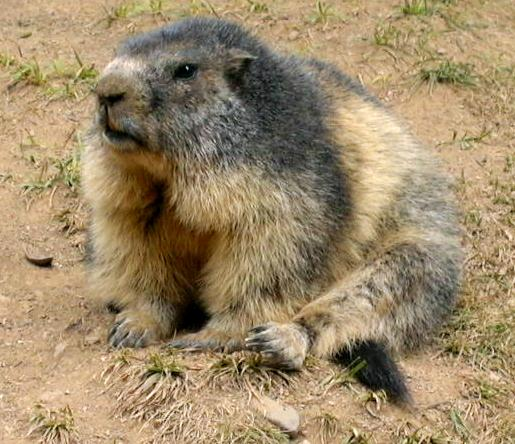
Альпийский сурок в Пиренеях
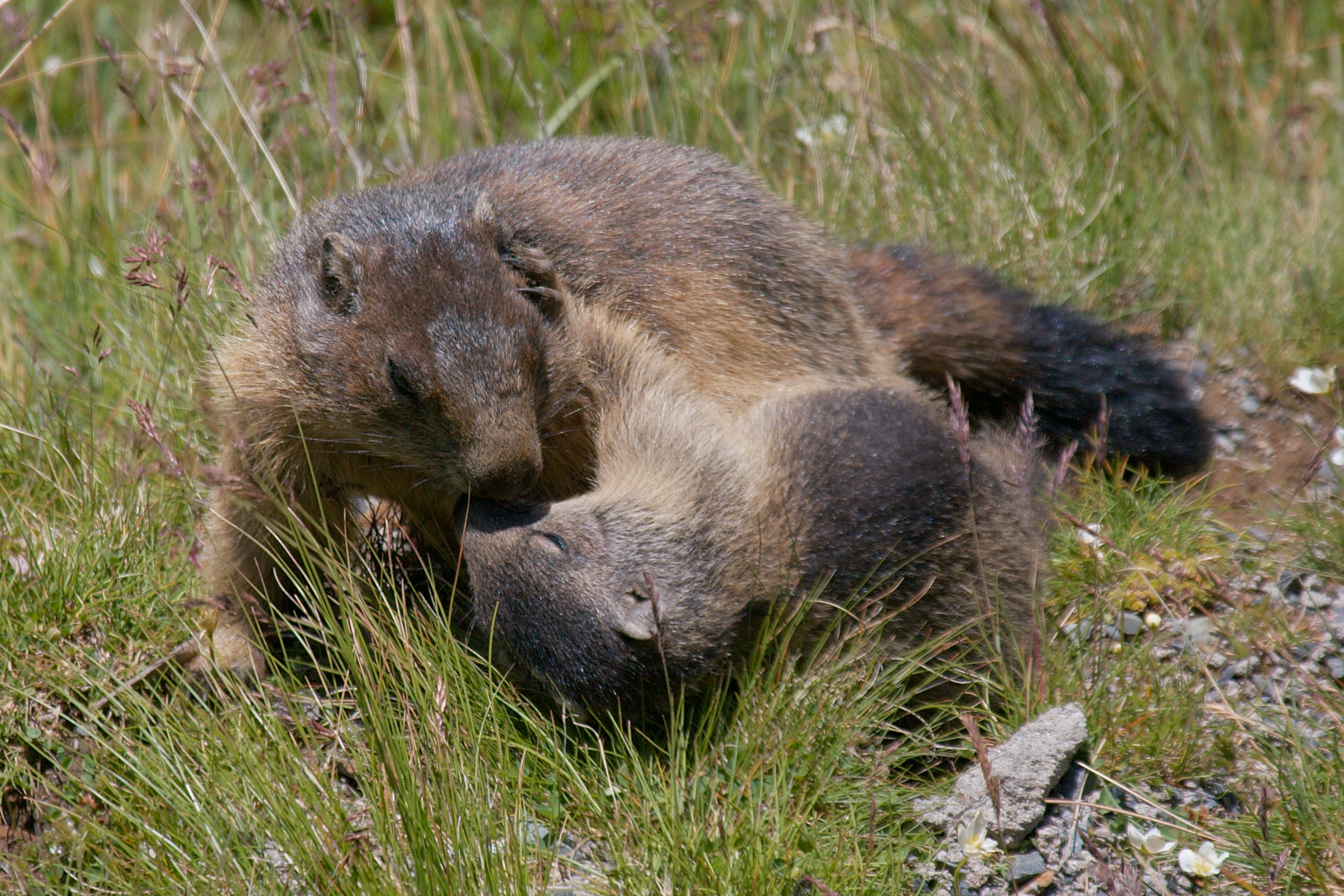
Играющие у подножия Гросглокнера сурки
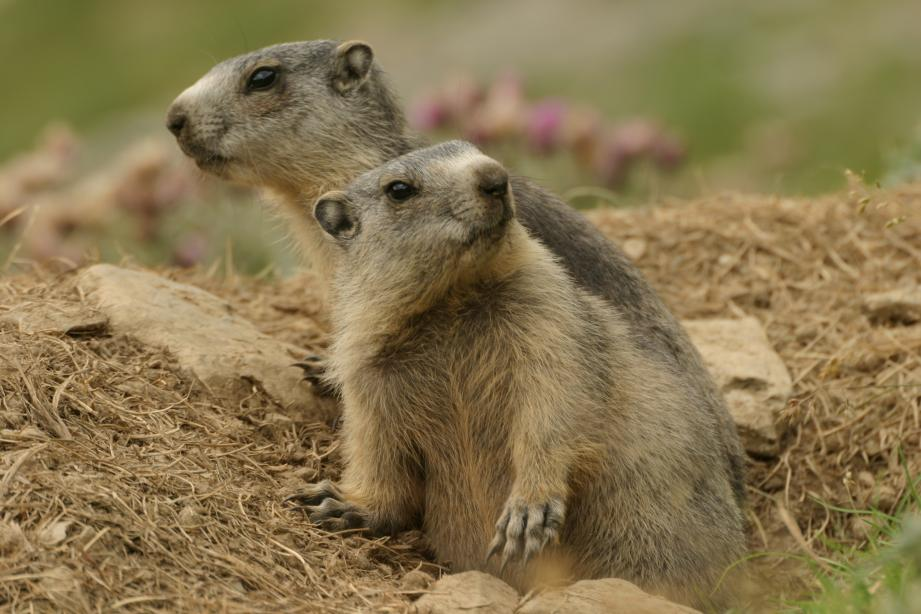
Альпийские сурки в Пиренеях
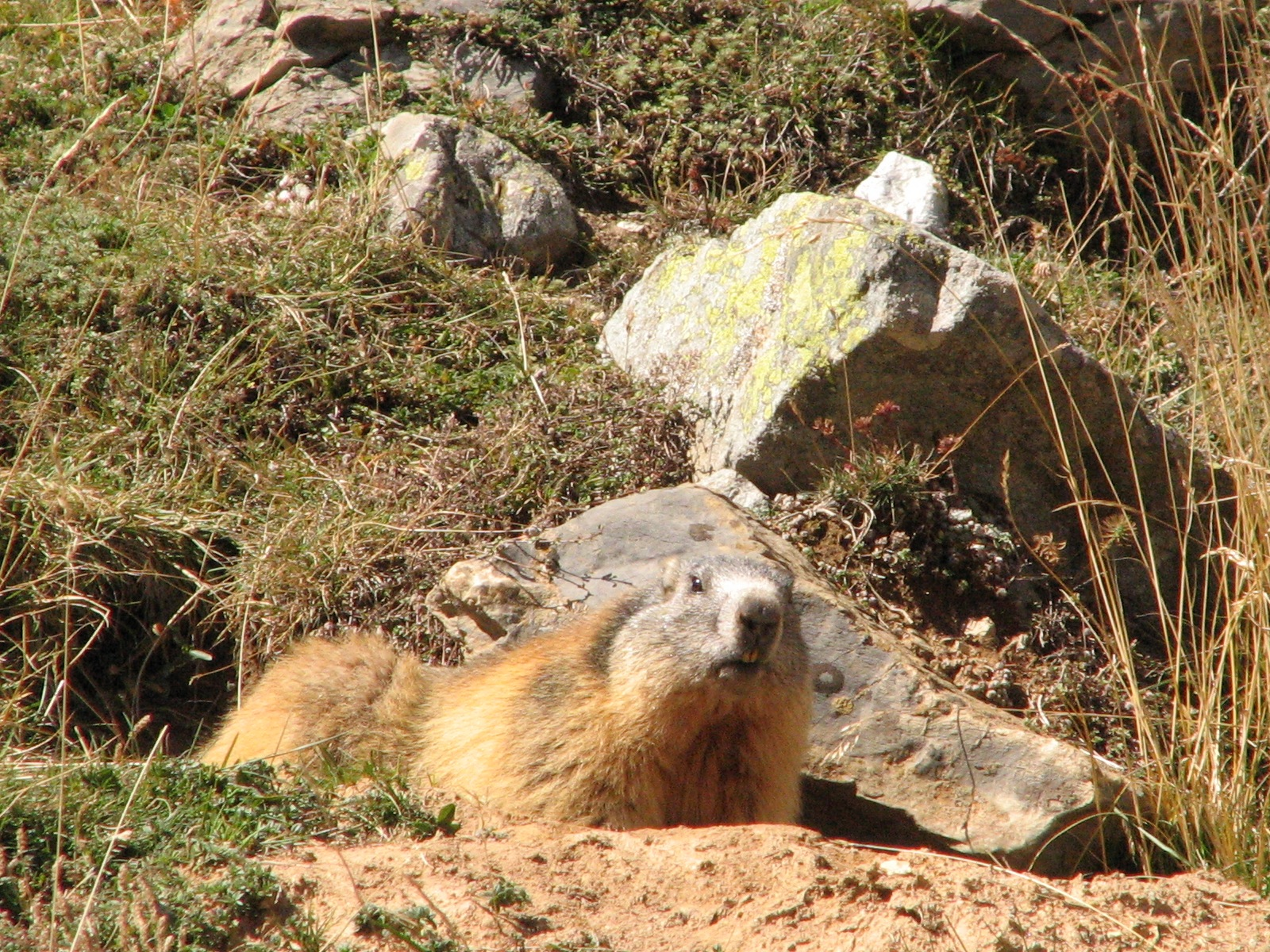
Сурки любят сидеть перед норами
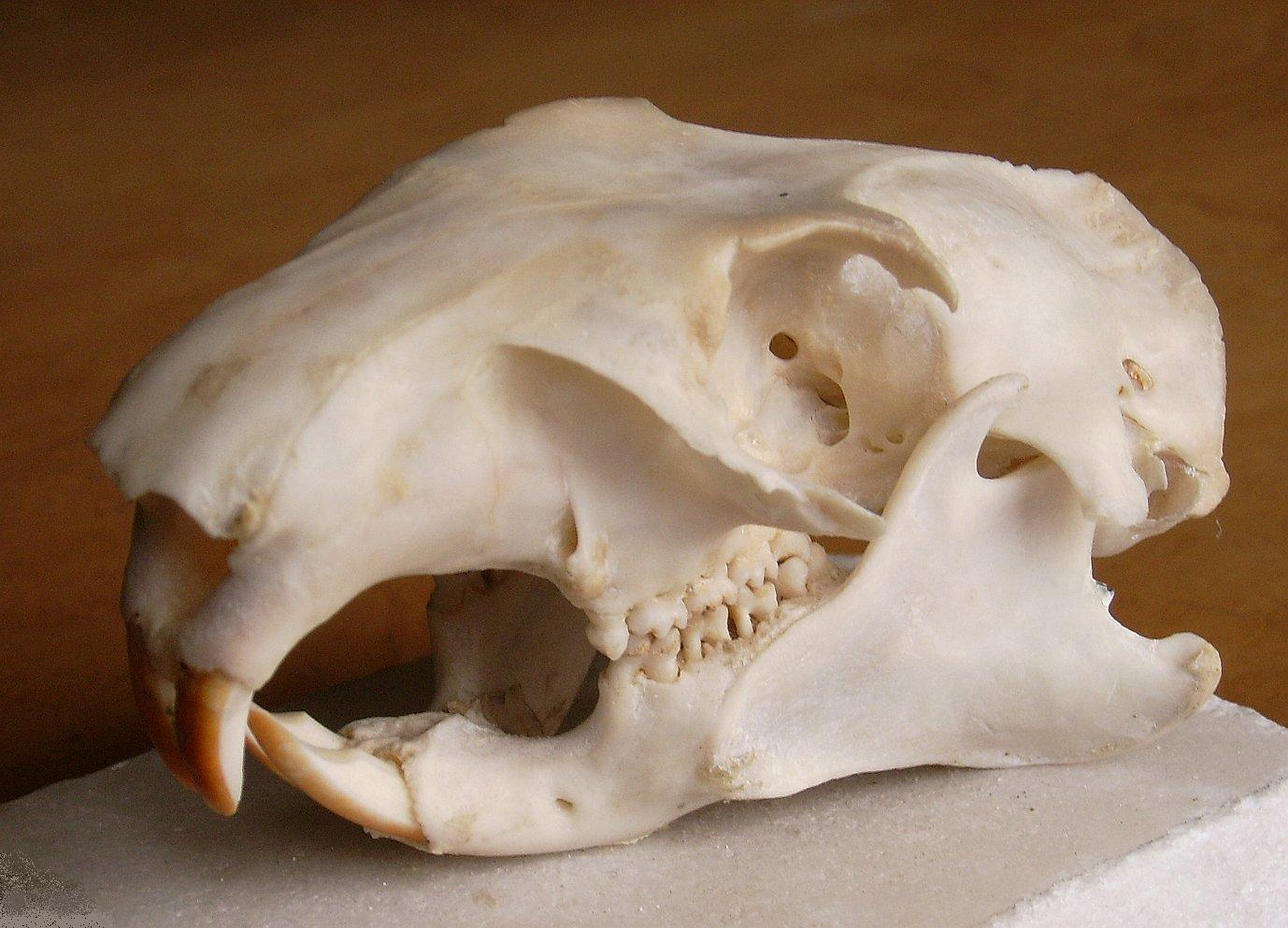
Череп альпийского сурка